# 大伴手拍
大伴 手拍（おおとも の たうち/てうち/てがしわ）は、飛鳥時代から奈良時代にかけての貴族。姓は宿禰。官位は従四位下・造宮卿。

## 経歴
持統天皇3年（689年）皇子施基・佐味宿那麻呂・羽田斉・伊余部馬飼・調老人・巨勢多益須と共に撰善言司に任じられる。このとき手拍の冠位は務大参（従七位上に相当）で、この頃大伴氏の氏上は大伴御行であった。
文武天皇2年（698年）の大嘗に際して、物部氏の支族榎井倭麻呂が大楯を立て、大伴手拍が楯と桙を立てた。古くからの軍事氏族である物部氏と大伴氏が大嘗宮の門の前で楯と鉾を立てるのは、大嘗祭の恒例であった。このとき手拍の冠位は直広肆（従五位下に相当）。御行が大宝元年（701年）に没すると、大伴氏の氏上は御行の弟である安麻呂に移り、手拍がそれに次いだ。同年の大宝令の施行を通じて正五位下に叙せられ、慶雲2年（705年）尾張守に任ぜられる。
元明朝に入り、和銅元年（708年）平城京への遷都を行う詔が出ると、造都を担う重職である造宮卿に任ぜられる。和銅2年（709年）従四位下に昇叙された。和銅3年（710年）遷都が実行された時点では、内裏と大極殿やその他の官舎が整備された程度と考えられており、手拍は引き続き造宮卿を務めて造都事業を担当した。和銅6年（713年）9月17日卒去。最終官位は造宮卿従四位下。

## 官歴
『六国史』による。
- 時期不詳：務大参（従七位上に相当）
- 持統天皇3年（689年） 6月2日：撰善言司
- 文武天皇2年（698年） 11月23日：見直広肆（従五位下に相当）
- 時期不詳：正五位下
- 慶雲2年（705年） 5月8日：尾張守
- 時期不詳：正五位上
- 和銅元年（708年） 3月13日：造宮卿
- 和銅2年（709年） 正月9日：従四位下
- 和銅6年（713年） 9月17日：卒去（造宮卿従四位下）